# قاعدة سيمور جونسون الجوية
قاعدة سيمور جونسون الجوية  (بالإنجليزية: Seymour Johnson Air Force Base)‏، (إياتا: GSB، إيكاو: KGSB، معرف الموقع إف إيه إيه: GSB)هي قاعدة جوية تابعة القوات الجوية الأمريكية، تقع إلى الجنوب الشرقي من غولدسبورو، ولاية كارولينا الشمالية. سميت القاعدة على أسم طيار الاختبار التجريبي في البحرية الأمريكية سيمور جونسون، وهو مواطن من غولدسبورو.
القاعدة مقر للجناح الرابع المقاتل(4 FW) والتابع لقيادة القتال الجوي (ACC)، التي تعمل كجناح المضيف من أجل التثبيت. وجناح التزود بالوقود رقم 916 (916 ARW)، وقيادة سلاح الجو الاحتياطي، و المجموعة المقاتلة 414 (414 FG).